# Харченки (Лебединский район)
Харченки (укр. Харченки) — село,
Гарбузовский сельский совет,
Лебединский район,
Сумская область,
Украина.
Код КОАТУУ — 5922982707. Население по переписи 2001 года составляло 15 человек .

## Географическое положение
Село Харченки находится недалеко от истоков реки Ревки.
Примыкает к селу Панченки, в 0,5 км — село Гарбузовка.
Рядом проходит железная дорога, станция Стеблянки в 1 км.

## Происхождение названия
На территории Украины 3 населённых пункта с названием Харченки.